# Ron Goodwin
Ronald "Ron" Goodwin, född 17 februari 1925 i Plymouth, Devon, död 8 januari 2003 i Newbury, Berkshire, var en brittisk kompositör, arrangör och dirigent, som tidigare har spelat trumpet hos Harry Gold. Han komponerade filmmusik och fick 1962 en framgång med ledmotivet i filmen 4.50 från Paddington från 1961. Han skrev även musiken till den brittiska krigsthrillern Örnnästet 1968 och Alfred Hitchcocks Frenzy, 1972. Goodwin komponerade musik till omkring 70 filmer under mer än 50 år.

## Filmografi i urval
- The Trials of Oscar Wilde (1960)
- Village of the Damned (1960)
- 4.50 från Paddington (1961)
- Den blodiga striden (1963)
- Mord, sa hon (1963)
- Det är fult att mörda (1964)
- Snusdosan (1964)
- Den mystiska blondinen (1965)
- Örnnästet (1968)
- Slaget om England (1969)
- Frenzy (1972)